# 球藨草
球藨草（学名：Scirpoides holoschoenus）是 莎草科球藨草属的一种多年生植物，分布于欧洲、西亚、中亚、北非及南非，并入侵到美国肯塔基州和纽约州。